# Шарунас Бірутіс
Шарунас Бірутіс (нар. 20 вересня 1961, Шяуляй, Литва) — литовський міністр культури (з 2024 року), політик, економіст, підприємець, депутат Європейського парламенту та Сейму Литовської Республіки. Колишній міністр культури у 2012—2016 роках, тимчасовий голова партії Праці у 2017—2018 роках.

## Біографія
У 1984 році закінчив економічний факультет Вільнюського університету. Пізніше, у 2003 році здобув професійний ступінь магістра права в Литовському університеті права у Вільнюсі.
У першій половині 1980-х деякий час працював у Литовському національному драматичному театрі, згодом на електростанції в Каунасі. З 1990 року веде власний бізнес, був засновником та директором компанії Монотуризмас. Він також був директором Департаменту малих і середніх підприємств Міністерства економіки, а з 2002 року протягом року представляв інтереси Литовської конфедерації роботодавців і підприємців LVDK у Сеймі та уряді.
У 2003 році увійшов до національного керівництва партії Праці. Наступного року Бірутіс був обраний до Європарламенту від цієї партії. Був членом парламентської групи «Альянс лібералів і демократів за Європу». На виборах у 2009 році не був переобраний. В 2011 році увійшов до Вільнюської міської ради.
На виборах 2012 року був обраний депутатом Сейму Литовської Республіки. 13 грудня 2012 року обіймав посаду міністра культури в уряді Альгірдаса Буткявічюса. На цій посаді він перебував до 13 грудня 2016 року. Того ж року опинився поза парламентом. У 2017 році він став тимчасовим лідером партії Праці. На цій посаді перебував до квітня 2018 року.
Згодом перейшов до Литовської соціал-демократичної партії, ставши її кандидатом у Сейм на виборах 2020 року. У 2023 році був обраний радником Швянчецького округу від соціал-демократів. У 2024 році був обраний депутатом Сейму. 
12 грудня 2024 року був переобраний міністром культури, увійшовши до новосформованого кабінету міністрів Ґінтаутаса Палюцкаса.